# Neoneura desana
Neoneura desana är en trollsländeart som beskrevs av Machado 1989. Neoneura desana ingår i släktet Neoneura och familjen Protoneuridae. IUCN kategoriserar arten globalt som livskraftig. Inga underarter finns listade i Catalogue of Life.